# الأول (أحور)

تعديل مصدري - تعديل

الأول هي إحدى قرى عزلة أحور بمديرية أحور التابعة لمحافظة أبين، بلغ تعداد سكانها 181 نسمة حسب تعداد اليمن لعام 2004.